# The Spit
Koordinaten: 61° 29′ S, 55° 29′ W
The Spit (englisch für Der Spieß) ist ein Isthmus, der die Furse-Halbinsel mit der übrigen Landmasse von Gibbs Island im Archipel der Südlichen Shetlandinseln verbindet. Er besteht aus 50 bis 80 m langen Geröllfelsen, die bei Flut 1 m über den Meeresspiegel ragen.
Wissenschaftler der britischen Discovery Investigations kartierten ihn im Januar 1937 und gaben ihm seinen deskriptiven Namen.